# Max & Ruby
Max & Ruby är en amerikansk-kanadensisk animerad barn-TV-serie. Den är baserad på bokserien med samma namn, skriven av Rosemary Wells. TV-serien hade premiär den 21 oktober 2002 i USA på Nickelodeon. Max & Ruby är producerad av Nelvana, 9 Story Entertainment, Treehouse Originals, Silver Lining Productions och Nickelodeon Productions.